# Psilochalcis rufitarsis
Psilochalcis rufitarsis är en stekelart som först beskrevs av Johann Karl Wilhelm Illiger 1807.  Psilochalcis rufitarsis ingår i släktet Psilochalcis och familjen bredlårsteklar. Arten är reproducerande i Sverige. Inga underarter finns listade i Catalogue of Life.